# Mimosa
Mimosa (Beta Crucis, β Cru) – druga co do jasności gwiazda w gwiazdozbiorze Krzyża Południa (wielkość gwiazdowa: 1,25m). Odległa od Słońca o około 355 lat świetlnych.

## Nazwa
Gwiazda ta ma nazwę własną Mimosa, która pochodzi od łacińskiego określenia aktora; jej źródło nie jest jasne, ale może ona wywodzić się od rośliny o tej samej nazwie. Historycznie używana była też nazwa Becrux, stworzona przez połączenie litery Beta i łacińskiej nazwy gwiazdozbioru (Crux). Międzynarodowa Unia Astronomiczna w 2016 roku formalnie zatwierdziła użycie nazwy Mimosa dla określenia tej gwiazdy.

## Charakterystyka

Położenie w gwiazdozbiorze

Jest to gwiazda spektroskopowo podwójna, czyli układ podwójny gwiazd, którego składników nie można rozdzielić optycznie, nawet za pomocą silnych teleskopów. Gwiazdy wchodzące w skład układu krążą po silnie wydłużonych orbitach w średniej odległości 8,7 au. Pełny obrót wokół wspólnego środka masy układu zajmuje im około 5 lat.
Olbrzym będący głównym składnikiem układu to gwiazda zmienna typu Beta Cephei. Należy do typu widmowego B0,5. Jej temperatura to około 27 000 K, jasność zaś przewyższa 34 000 razy jasność Słońca. Jej promień jest ponad ośmiokrotnie większy niż promień Słońca, a masa szesnastokrotnie większa od masy Słońca. Gwiazda o tak dużej masie za 6–10 milionów lat zakończy życie jako supernowa.
Drugi składnik układu ma typ widmowy B2 V, co odpowiada temperaturze 22 000–23 000 K. Jego masa wynosi około 10 M☉.
Układ ten posiada towarzysza o znacznie mniejszej masie, znajdującego się jeszcze w momencie ewolucji przed ciągiem głównym, oddalonego o 4 sekundy kątowe, co odpowiada w przestrzeni odległości około 430 au. Został on odkryty za pomocą kosmicznego teleskopu Chandra, odkrycie ogłoszono w 2007 roku.
Ponadto Beta Crucis ma optycznych towarzyszy. Składnik B o wielkości 11,4m jest oddalony o 42,6″ (pomiar z 2010 r.). Jeśli byłby związany grawitacyjnie z Mimosą, byłby to pomarańczowy karzeł należący do typu widmowego K, oddalony od olbrzyma o co najmniej 3600 au i obiegający go w czasie co najmniej 55 tysięcy lat. Gwiazda oznaczona literą C jest odległa o 373,1″ (w 2000 r.) i jest niezwiązanym obiektem tła.
Z terenów Polski gwiazdy tej nie można obserwować, należy ona do obiektów widocznych jedynie z południowej półkuli.